# Elcaribe guanaensis
Elcaribe guanaensis är en tvåvingeart som beskrevs av Webb 2006. Elcaribe guanaensis ingår i släktet Elcaribe och familjen stilettflugor. Inga underarter finns listade i Catalogue of Life.